# Фрегозо
Фрегозо или Кампо-Фрегозо, Фригозо, Фульгозо (итал. Fregoso) — в Генуэзской республике одна из четырёх крупных плебейских фамилий Генуи, которая достигла патрициата заслугами своих членов. В XIV и XV столетиях она дала республике целую серию дожей и парализовала влияние, до тех пор очень сильное, семей Монтальди, Гверки и Адорно. Была всегда одной из самых могущественных представительниц гвельфской партии.

## Династия
- Фрегозо-Кампо, Доменико (Domenico di Campofregoso; 1325—1390) — богатый купец. 13 августа 1371 года. Фрегозо, во главе народной партии, ворвался во дворец дожа Габриэле Адорно, захватил его, отправил в крепость Вольтеджо и сам занял догат. Гибеллинская партия не сочла себя побежденной; Адорно, с помощью Дориа, Фиески, Гримальди и Спинола, задумал низвержение Фрегозо. Заговор был открыт, два участника его были обезглавлены, остальные изгнаны. В год вступления Фрегозо во власть началась борьба между Генуей и Венецией (Киодджийская война), блестяще начавшаяся и позорно окончившаяся для Генуи. В июне 1380 года генуэзское войско капитулировало. Для покрытия военных расходов были установлены обременительные налоги, которые оставались не отмененными и после заключения с Венецией Туринского мира. Противники Фрегозо воспользовались этим и при помощи народа свергли его, а семью его изгнали.[2]
- Фрегозо, Джакомо (Giacomo Campofregoso (1340—1420) — сын Доменико, стал дожем в 1390 году. Более склонный к научным занятиям, чем к политике, скоро был свергнут и больше не стремился вернуться к власти.[2]
- Фрегозо, Орландо, племянник Доменико. В 1409 г. Генуя, желая избегнуть ига французов, отдалась Феодору Палеологу, маркизу Монферратскому, с тем, чтобы он был протектором республики и управлял при помощи совета, наполовину составленного из гвельфов, наполовину из гибеллинов. Фрегозо решил произвести революцию, но потерпел неудачу, бежал и был убит (1412).[2]
- Фрегозо, Томмазо (Tomaso di Campofregoso; 1375—1453) — брат Орландо, был дожем в 1416—18 и 1435—42 гг. В первый раз, воспользовавшись отсутствием Феодора, содействовал восстанию народа и, после смены двух дожей, сам достиг догата. Ему удалось поправить пошатнувшиеся от предшествующих войн финансы Генуи и способствовать развитию флота и торговли. Изгнанные враги Фрегозо — Гверки и Монтальди вступили в союз с Филиппо Мария Висконти и королём арагонским в 1417 г.; генуэзский флот был разбит арагонским; территория Генуи была занята кондотьером Карманьолой, и Фрегозо вынужден был удалиться. Во второй свой догат он оставил должность дожа вследствие народного возмущения.[2]
- Фрегозо, Паоло (ум. 1498) — кардинал-архиепископ и дож Генуи. Изгнанный в 1461 г. из Генуи за стремление к догату, вернулся в 1477 г. и вскоре достиг догата, но народ возмутился, и он удалился в Рим (1485). В 1497 г., во главе испанского и неаполитанского флота, он двинулся к Генуе, но потерпел неудачу.[2]
- Фрегозо, Джано (Giano I di Campofregoso; ум. 1448), племянник Томмазо, дож Генуи в 1447 г.[2]
- Лодовико ди Кампофрегозо (1415—1489) — брат Джано, дож Генуи в 1448—1450 и 1461—1463 годах;
- Фрегозо, Оттавиано (Ottaviano Fregoso; 1470—1524) — внук Лодовико, дож Генуи с 1513 до 1522 г. Умер в тот момент, когда Колонна осадил Геную, заставил её капитулировать и подвёрг разграблению.[2]
- Фрегозо, Федериго (Federigo Fregoso; 1480—1541) — брат Оттавиано; был архиепископом салернским и кардиналом. Из его произведений в стихах и в прозе выдаются: «Parafrasi sopra il Pater noster in terze rima»; «Trattato del orazione» (Венеция, 1542 и 1543); «Meditazioni sopra’i psalmi GXXX e CXLV».[2]
- Фрегозо, Пьетро — брат Лодовико. Отличался жестокостью. При нём Генуя потеряла колонии на Чёрном море. Иоанну Анжуйскому удалось сместить Пьетро, который был убит во время попытки ворваться во дворец правителя (1559).[2]
- Фрегозо, Джанбаттиста — сын Пьетро; был дожем Генуи в 1578 г. Оставил много литературных произведений; главные из них: «De dictis factisque memorabilibus collectanea», «De celeberrimis mulieribus» и «Anteros» (переведено на французский язык под заглавием «Deux livres du contre-amour, de messire Battiste Fulgose, avec le dialogue do Plotine sur le même sujet» (Париж, 1541).[2]